# Olpium asiaticum
Olpium asiaticum är en spindeldjursart som beskrevs av E.N. Murthy och Taracad Narayanan Ananthakrishnan 1977. Olpium asiaticum ingår i släktet Olpium och familjen Olpiidae. Inga underarter finns listade i Catalogue of Life.